# Arturo Alessandri
Arturo Fortunato Alessandri Palma (Hacienda Longaví, provincie Linares, 20 december 1868 – Santiago, 24 augustus 1950) was een Chileens staatsman. Hij was tweemaal president van Chili (1920-1925 en 1932-1938). Hij gold aanvankelijk als een hervormingsgezind liberaal (eerste termijn), later schoof hij op naar rechts.

## Biografie

### Achtergrond
Hij was de zoon van de welvarende landeigenaar Pedro Alessandri Vargas en Susana Palma Guzmán. Zijn grootvader, Pietro Alessandri Tarzi, was een immigrant uit Italië. Pietro was een soort avonturier, een mislukt kunstenaar, die later een succesvol zakenman en landeigenaar werd. In 1842 werd hij tot Chileen genaturaliseerd en in 1851 werd hij door de Italiaanse koning benoemd tot consul-generaal in Chili. Zijn fortuin maakte het hem mogelijk diverse reizen naar Europa te maken. Later ging het zakelijk minder met Pietro. Pedro Alessandri wijdde zich voornamelijk aan het afgelegen landgoed Longaví in het midden van het land. Hier groeide ook Arturo samen met zijn oudere broer en zus op. Op twaalfjarige leeftijd ging hij naar het Heilig Hart College waar ook zijn vader en grootvader hadden gestudeerd. Daarna studeerde hij rechten aan de Universiteit van Chili in Santiago. Tijdens zijn studie schreef hij voor het oppositieblad La Justicia ("De Gerechtigheid") dat zich keerde tegen de autoritaire president José Manuel Balmaceda. In 1893 promoveerde hij en werd bibliothecaris bij de bibliotheek van het Nationaal Congres van Chili.

### Huwelijk en kinderen
In 1894 trouwde hij met Rosa Ester Rodríguez Velasco (1872-1936). Uit dit huwelijk kwamen acht kinderen voort: Arturo, Rosa Ester, Jorge, Fernando, Hernán, Eduardo, Marta en Marío.

### Politieke carrière
Arturo Alessandri trad in 1897 toe tot de Partido Liberal (Liberale Partij) en behoorde tot de hervormingsgezinde vleugel van de partij. In datzelfde jaar werd hij in de 
Kamer van Afgevaardigden gekozen voor het kiesdistrict Curicó. Hij vertegenwoordigde dit kiesdistrict bijna twintig jaar. Voor de regio Tarapacá werd hij in 1915 in de Senaat gekozen. Vanwege zijn charisma werd hij de Leeuw van Tarapacá genoemd.

### Eerste presidentschap (1920-1924)
In 1920 was hij presidentskandidaat voor de Alianza Liberal, een bundeling van gematigde en links-liberale partijen. Speerpunten in zijn campagne waren sociale wetgeving, de emancipatie van de arbeiders- en middenklasse en de scheiding van Kerk en Staat. Hij nam het op tegen de kandidaat van de conservatief-liberale Unión Nacional, Luis Barros Borgoño. Alessandri won de presidentsverkiezingen met een klein verschil. Zijn tegenstanders in het Congres beschikten echter over een meerderheid en was tot dan toe gewoonlijk dat de president zich liet leiden door het parlement. Veel van de door Alessandri en zijn regering hervormingsgezinde wetsvoorstellen werden door het Congres afgewezen. In een aantal gevallen werden de wetten aangepast zodat ze alsnog door de conservatieve meerderheid werden aanvaard.
In 1921 sloeg het leger in opdracht van de regering op gewelddadige wijze een opstand onder arbeiders in de salpetermijnen in San Gregorio neer. Hierdoor verloor Alessandri veel van zijn geloofwaardigheid onder de arbeiders. Het uitstel van veel sociale wetten (als gevolg van de tegenwerking die Alessandri in het parlement ervoer) droeg hier aan bij.
Staatsgreep

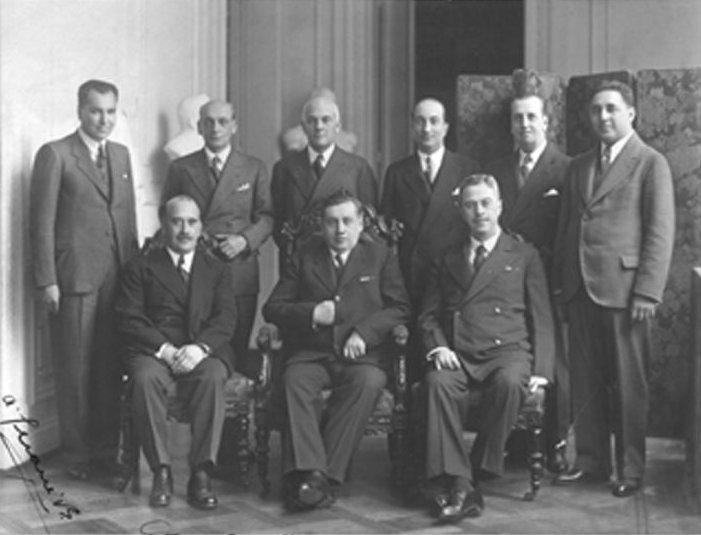
Alessandri met zijn ministerraad (april 1934)

Het laatste deel van Alessandri's ambtstermijn, 1924, werd gekenmerkt door ernstige conflicten tussen president en Congres. Op 3 september 1924 stormden ontevreden officieren de zittingzaal van de Senaat binnen uit protest over de door de regering voorgenomen bezuinigingen. De vaak slecht betaalde officieren - meestal afkomstig uit de middenklasse - waren bang nog meer salaris te moeten inleveren. De actie van de officieren wordt de ruido de sables, "het gekletter van de sabels" genoemd. De aanvoerders van actievoerende officieren waren kolonel Marmaduque Grove en majoor Carlos Ibáñez del Campo die de volgende dag een "militair comité" vormden om de belangen van de militairen te verdedigen. Uit angst voor een militaire staatsgreep werd op 8 september een nieuw kabinet gevormd onder generaal Luis Altamirano dat nog dezelfde dag een eind maakte aan het bezuinigingspakket van het vorige kabinet. Ook een aantal belangrijke hervormingsvoorstellen werden geschrapt. President Alessandri, die er niets voor voelde om een soort marionet te zijn in handen van de militairen, trad af en nam zijn toevlucht in de Amerikaanse ambassade. Het Nationaal Congres weigerde echter het aftreden van de president te erkennen, maar kwam met het idee om de president met verlof naar het buitenland te sturen. Alessandri ging daarop naar Argentinië en van daar uit naar Europa. In afwezigheid van de president werd het land geregeerd door een militaire junta.
Binnen de junta kwam het al spoedig tot een conflict tussen conservatieve en progressieve officieren. Deze laatste groep werd aangevoerd door Marmaduque Grove en Ibáñez. Zij legden contact met de vakbeweging en kwamen overeen dat Alessandri weer naar Chili zou terugkeren. In januari 1925 pleegde kolonel Grove een staatsgreep en schoof de conservatieve officieren terzijde. Grove droeg vrijwel direct de macht over aan generaal Pedro Dartnell die werd aangesteld als interim-president. De voornaamste taak van de nieuwe junta was het voorbereiden van de terugkeer van Alessandri.

### hervatting presidentschap (1925)

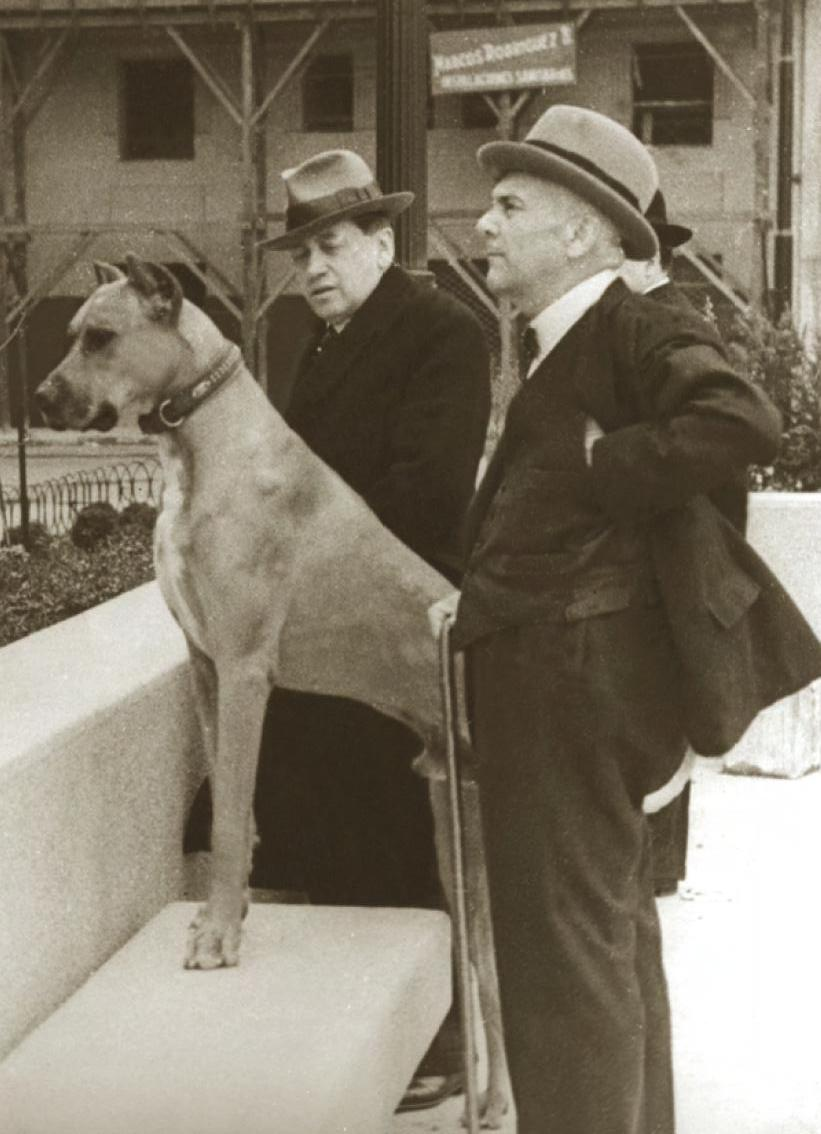
Arturo Alessandri, Gustavo Ross en Ulk

In maart 1925 keerde Alessandri terug naar Chili en hernam het presidentschap. Een referendum voor een nieuwe grondwet werd uitgeschreven. Een meerderheid van de stemgerechtigden keurde in augustus 1925 de nieuwe grondwet goed. De nieuwe grondwet voorzag een veel sterkere positie voor de president ten kost van het parlement. Het ambtstermijn van de president werd ook met een jaar verlengd. Voortaan duurde een ambtsperiode zes in plaats van vijf jaar. Ook werd de scheiding van Kerk en Staat, die overigens gunstig uitpakte voor de Rooms-Katholieke Kerk, definitief doorgevoerd.
In het restant van zijn ambtstermijn werkte Alessandri samen met linkse en radicale groepen. De radicalen namen echter al gauw afstand van de president, nadat deze door regeringstroepen in maart 1925 een staking van mijnwerkers in de salpetermijnen in het noorden van het land hardhandig liet onderdrukken. Bij deze zgn. Masacre de Marusia kwamen ruim 500 mensen om het leven. Kort daarop volgde nog een gewelddadige onderdrukking in La Coruña. Toen in oktober 1925 opnieuw een staatsgreep in de lucht hing, trad Alessandri af als president. Een jaar later werd hij in de Senaat gekozen.
Toen Ibáñez in 1927 via een staatsgreep aan de macht kwam, moest Alessandri wederom naar Europa uitwijken, omdat Ibáñez hem ervan beschuldigde deel te hebben genomen aan een complot tegen zijn regering. Tot de val van Ibáñez in 1931 verbleef Alessandri in Parijs. Na zijn terugkeer in Chili werd hij door de progressieve vleugel van de liberale partij, de doctrinaire liberalen en de liberaal-democraten, alsook de socialisten en de linkse democraten aangewezen als kandidaat voor het presidentschap. Alessandri verloor de presidentsverkiezingen van zijn rechtse tegenstander Juan Esteban Rodríguez Montero, die gesteund werd door de meerderheid van de liberale partij, de conservatieven en de radicalen.
President Montero bleek zo impopulair dat hij een half jaar later tijdens een volksopstand aftrad. In juni 1932 pleegde kolonel Grove wederom een staatsgreep en vormde een junta. Op 4 juni 1932 werd de Socialistische Republiek Chili uitgeroepen met kolonel Arturo Puga als eerste staatshoofd. De nieuwe socialistische republiek verliep zeer chaotisch en aan dit experiment kwam in oktober alweer een einde.

### tweede presidentschap (1932-1938)
Bij de presidentsverkiezingen van 30 oktober 1932 boekte Alessandri een grote zege op zijn tegenstanders. Hij werd opnieuw ingezworen als president. Deze keer koos hij echter voor samenwerking met de conservatieven, conservatief-liberalen en de radicalen. Alessandri was niet alleen wat angstig geworden voor politiek links, hij had nu eenmaal ook te maken met een conservatieve meerderheid in het parlement.
Een van de belangrijkste maatregelen tijdens het derde ambtstermijn van Alessandri was de uitbreiding van de autonomie van de gemeenten. Ook werd het vrouwenkiesrecht ingevoerd bij gemeenteraadsverkiezingen.
Aan het einde van zijn ambtsperiode trokken de radicalen hun steun voor de president in en sloten een bondgenootschap met de socialisten en vormden het Frente Popular (Volksfront).
In de herfst van 1938 vond een mislukte en nogal amateuristische putschpoging plaats van jongeren die tot de Movimiento Nacional-Socialista de Chile (Nationaal-Socialistische Beweging van Chili) behoorden. Het leger onderdrukt de putschisten hardhandig en bij deze zgn. Seguro Obrerobloedbad vonden 60 jongeren de dood. In hoeverre president Alessandri betrokken was bij dit bloedbad blijft een open vraag. Tot op zijn sterfbed bleef Alessandri ontkennen iets van doen te hebben met het bloedbad.
De presidentsverkiezingen van 1938 werden gewonnen door de kandidaat van het Volksfront, Pedro Aguirre Cerda. Aguirre volgde op eerste Kerstdag Alessandri op als president.

### Openbare leven na het presidentschap
In 1944 werd Alessandri in de gekozen. Van 1945 tot 1950 was hij voorzitter van de Senaat. Bij de presidentsverkiezingen van 1942 sprak hij - in tegenstelling tot de meerderheid van zijn partij - zijn steun uit voor Juan Antonio Ríos, de kandidaat van de conservatieve vleugel van de Partido Radical. Ríos werd tot president gekozen waarna er een einde kwam aan de regering van het Volksfront. In 1946 steunde hij de kandidatuur van zijn zoon Fernando voor het presidentschap. Fernando moest het echter afleggen tegen de kandidaat van centrumlinks, Gabriel González Videla.
Arturo Alessandri overleed op 24 augustus 1950 aan een hartinfarct. Hij werd 81 jaar.

### Overzicht van openbare ambten
- Minister van Industrie en Openbare Werken — 1898-1899
- Minister van Financiën — 1913
- Minister van Binnenlandse Zaken — 1918
- President van de Republiek — 1920-1924; 1925; 1932-1938
- Voorzitter van de Senaat — 1945-1949; 1949-†1950

### Trivia

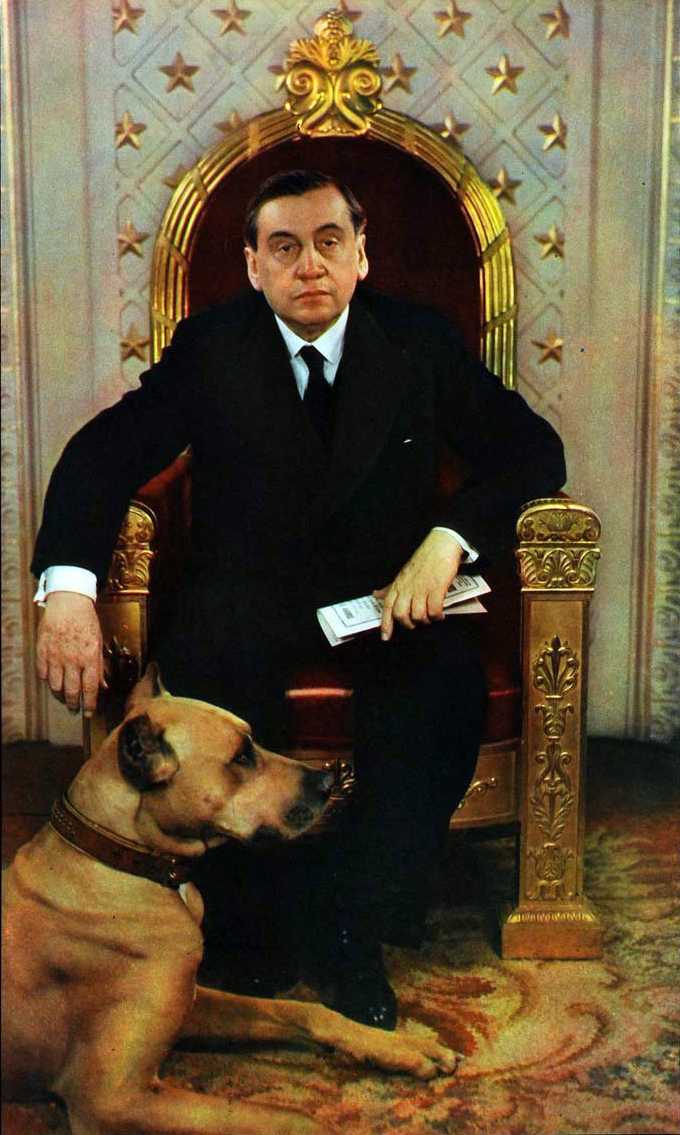
Alessandri met zijn hond Ulk

- Arturo Alessandri staat als president op een aantal foto's afgebeeld met zijn hond, Ulk.